# Нису сви будале као ми (албум 1997)
Нису сви будале као ми је први компилацијски албум соло каријере Младена Војичића Тифе из 1997. године. Албум је издат за издавачку кућу Embex на CD-у. На албуму се налазе и песме од Вајте, Зерине и Харија Мата Харија.

## Списак песама
| №   | Назив                                          | Трајање |  |
| 1.  | Кажу да се љубав зове то (Тифа)                |         |  |
| 2.  | Нису сви будале као ми... (Тифа)               |         |  |
| 3.  | Да ли си ме икад вољела (Тифа)                 |         |  |
| 4.  | Није важно гд‌је је ко (Тифа)                   |         |  |
| 5.  | Моја Драгана (Тифа)                            |         |  |
| 6.  | Не брини за мене (Тифа)                        |         |  |
| 7.  | Кажи ми ко је та (Зерина)                      |         |  |
| 8.  | Нека те пјесмом пробуде (Зерина)               |         |  |
| 9.  | Плаве очи (Зерина)                             |         |  |
| 10. | Гд‌је да кренем... (Зерина)                     |         |  |
| 11. | Купи ми тајо хармонику (Вајта)                 |         |  |
| 12. | Кад ти суза понестане (Вајта)                  |         |  |
| 13. | Ако ноћас не дођем (Вајта)                     |         |  |
| 14. | Анита (Вајта)                                  |         |  |
| 15. | Златне кочије (Хари Мата Хари)                 |         |  |
| 16. | Кадаиф (Џаба теби сва љепота) (Хари Мата Хари) |         |  |
| 17. | Задња рупа на свирали (Хари Мата Хари)         |         |  |
| 18. | Стидан краљ (Хари Мата Хари)                   |         |  |